# Mark Letestu
Mark Letestu, född 4 februari 1985, är en kanadensisk före detta professionell ishockeyspelare. Han spelade elva säsonger i National Hockey League (NHL) för Pittsburgh Penguins, Columbus Blue Jackets, Edmonton Oilers och Winnipeg Jets.
Han är sedan 5 juli 2025 head coach för Colorado Eagles i American Hockey League (AHL).

## Statistik

### Klubbkarriär
| 2002–03    | Bonnyville Pontiacs            | AJHL       | 11  | 7  | 1   | 8   | 0  | —  | — | — | —  | — |
| 2003–04    | Bonnyville Pontiacs            | AJHL       | 58  | 22 | 27  | 49  | 24 | —  | — | — | —  | — |
| 2004–05    | Bonnyville Pontiacs            | AJHL       | 63  | 39 | 47  | 86  | 32 | —  | — | — | —  | — |
| 2005–06    | Bonnyville Pontiacs            | AJHL       | 58  | 50 | 55  | 105 | 59 | —  | — | — | —  | — |
| 2006–07    | Western Michigan University    | CCHA       | 37  | 24 | 22  | 46  | 14 | —  | — | — | —  | — |
| 2006–07    | Wilkes-Barre/Scranton Penguins | AHL        | 3   | 0  | 0   | 0   | 0  | 2  | 0 | 0 | 0  | 2 |
| 2007–08    | Wilkes-Barre/Scranton Penguins | AHL        | 52  | 6  | 12  | 18  | 28 | 13 | 0 | 3 | 3  | 0 |
| 2007–08    | Wheeling Nailers               | ECHL       | 6   | 1  | 2   | 3   | 4  | —  | — | — | —  | — |
| 2008–09    | Wilkes-Barre/Scranton Penguins | AHL        | 73  | 24 | 37  | 61  | 6  | 12 | 2 | 8 | 10 | 4 |
| 2009–10    | Wilkes-Barre/Scranton Penguins | AHL        | 63  | 21 | 34  | 55  | 21 | 4  | 0 | 3 | 3  | 0 |
| 2009–10    | Pittsburgh Penguins            | NHL        | 10  | 1  | 0   | 1   | 2  | 4  | 0 | 1 | 1  | 0 |
| 2010–11    | Pittsburgh Penguins            | NHL        | 64  | 14 | 13  | 27  | 21 | 7  | 0 | 1 | 1  | 0 |
| 2011–12    | Pittsburgh Penguins            | NHL        | 11  | 0  | 1   | 1   | 2  | —  | — | — | —  | — |
| 2011–12    | Columbus Blue Jackets          | NHL        | 51  | 11 | 13  | 24  | 6  | —  | — | — | —  | — |
| 2012–13    | Columbus Blue Jackets          | NHL        | 46  | 13 | 14  | 27  | 10 | —  | — | — | —  | — |
| 2013–14    | Columbus Blue Jackets          | NHL        | 82  | 12 | 22  | 34  | 20 | 6  | 1 | 1 | 2  | 0 |
| 2014–15    | Columbus Blue Jackets          | NHL        | 54  | 7  | 6   | 13  | 0  | —  | — | — | —  | — |
| 2015–16    | Edmonton Oilers                | NHL        | 82  | 10 | 15  | 25  | 10 | —  | — | — | —  | — |
| 2016–17    | Edmonton Oilers                | NHL        | 78  | 16 | 19  | 35  | 17 | 13 | 5 | 6 | 11 | 2 |
| 2017–18    | Edmonton Oilers                | NHL        | 60  | 8  | 11  | 19  | 10 | —  | — | — | —  | — |
| 2017–18    | Columbus Blue Jackets          | NHL        | 20  | 1  | 3   | 4   | 0  | 6  | 0 | 0 | 0  | 0 |
| 2018–19    | Cleveland Monsters             | AHL        | 64  | 21 | 29  | 50  | 16 | 8  | 3 | 2 | 5  | 2 |
| 2018–19    | Columbus Blue Jackets          | NHL        | 2   | 0  | 0   | 0   | 0  | —  | — | — | —  | — |
| 2019–20    | Winnipeg Jets                  | NHL        | 7   | 0  | 0   | 0   | 0  | —  | — | — | —  | — |
| NHL totalt | NHL totalt                     | NHL totalt | 567 | 93 | 117 | 210 | 90 | 36 | 6 | 9 | 15 | 2 |